# Prix Waltari
Le Prix Waltari (Waltari Palkinto) est un prix décerné par l'Union des écrivains finlandais à un jeune écrivain. Le prix a un montant de 8 000 euros.

## Historique
Le premier Prix Waltari fut décerné en 1979 à Antti Tuuri.

## Lauréats du Prix Waltari
| Année | Auteur          |
| ----- | --------------- |
| 1979  | Antti Tuuri     |
| 1983  | Ilkka Pitkänen  |
| 1987  | Raija Siekkinen |
| 2008  | Sofi Oksanen    |